# جکی درایدن
جکی درایدن (انگلیسی: Jackie Dryden؛ ۱۶ سپتامبر ۱۹۱۹ – ۳ آوریل ۲۰۰۴) بازیکن فوتبال بود.